# Dżazirat Wadi Dżimal
Dżazirat Wadi Dżimal (arab. ‏جزيرة وادي جمال‎) – bezludna wyspa w Egipcie na Morzu Czerwonym, u wybrzeży Afryki na wysokości Parku Narodowego Wadi Dżimal, ok. 20 km na południe od miasta Marsa Alam. Wyspa otoczona jest rafami koralowymi.